# Ernst Pierre Louis Eugen Breest
Ernst Pierre Louis Eugen Breest (* 3. Mai 1843 in Lenzen; † 9. Mai 1918 in Berlin) war ein deutscher evangelischer Geistlicher und Theologe.

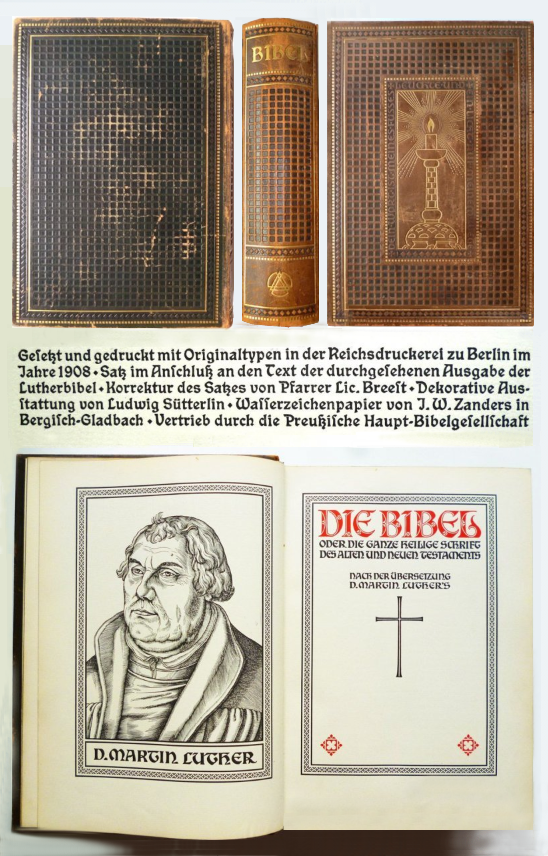
Altarbibel 1908, gestaltet von Ludwig Sütterlin

## Leben
Ernst Breest wurde als Sohn des Konrektors Ernst Breest und dessen Frau Charlotte Ossent am 3. Mai 1843 in Lenzen geboren und auf dem Joachimsthalschen Gymnasium in Berlin vorgebildet. Danach bezog er die Friedrich-Wilhelms-Universität zu Berlin zum Studium der Theologie. Nachdem er am 21. Juni 1868 ordiniert worden war, setzte man ihn als Hilfsprediger in Sommerfeld ein. Oberpfarrer in Bad Wilsnack wurde er im Jahr 1874 und 1883 Reiseprediger. Bald darauf wurde er auch zum Sekretär der Preußischen Hauptbibelgesellschaft ernannt. In dieser Funktion hatte er großen Anteil an dem Erscheinen einer Altarbibel 1908, indem er u. a. 830 Seiten Korrektur las. An der St. Jacobikirche in Berlin wurde er 1891 als Diaconus eingesetzt und sechs Jahre danach Archidiaconus. Am 1. April 1918 schließlich trat Breest in den Ruhestand und verstarb schon kurz darauf, am 9. Mai, im Alter von 75 Jahren in Berlin.

## Werke
- Die Reformation in der Mark Brandenburg. Ihr Kampf und ihr Sieg. Festschrift zum 350jährigen Gedächtnis des Uebertritts Joachims II. am 1. November 1539 (Berlin 1889)
- Die Lutherbibel neu durchgesehen nach dem vom Deutschen Evangelischen Kirchenausschuß genehmigten Text. Erläuterungen zur Entstehung und zur Durchführung der sprachlichen Revision der Lutherbibel (Berlin 1913)
- Festschrift zum hundertjährigen Jubiläum der Preussischen Hauptbibelgesellschaft. Im Auftrag der Direktion verfaßt (Berlin 1914)
- Geschichte der Buchwalder Bibelgesellschaft in ihrem ersten Jahrhundert (1815-1915) (Buchwald 1915)
- Stiftung und erste Jahrzehnte der Bibelgesellschaft zu Stettin. Festschrift zu ihrem 100jährigen Bestehen. Als Manuskript gedruckt (Stettin 1916)
- Aussprüche und Sätze Dr. Martin Luthers zu Ehren der Heiligen Schrift. Im Reformationsjubeljahr 1917 den evangelischen Deutschen vorgelegt (Berlin 1917)